# Olón
La Comuna de Olón se encuentra ubicada en la zona norte de la Parroquia Manglaralto del Cantón y la Provincia de Santa Elena, en la Ruta del Spondylus. Su territorio cuenta con unas hermosas playas y un bosque secundario de garúa bien conservado, en una extensión de 5.780 ha., que conforma su territorio ancestral reconocido desde 1982. Se encuentra ubicado al noroeste de la provincia de Santa Elena, a 195 km de Guayaquil, tiene una temperatura media de 24 grados Celsius, se ubica a 5 metros sobre el nivel del mar con una precipitación de 300 milímetros; su relieve es plano en la zona costera y con ciertas elevaciones hacia el lado que da la Cordillera Chongón-Colonche. Tiene más de 3 kilómetros de playa y desde lo alto de un acantilado, está construido el Santuario Blanca Estrella de la Mar, Olón aprovechó el ‘boom’ turístico de la cercana Montañita.

## Historia
El nombre de Olón tiene como significado 'Ola Grande', por la antigua ola grande que cruzó sus playas en tiempos anteriores. Existen también historias folclóricas como la siguiente: "En estos territorios vivió un indio de nombre Olón que fue nativo y originario de las tribus asentadas en este lugar, quien en su edad adulta contrajo matrimonio con una india llamada "Chi" quienes habitaron por muy poco tiempo y luego pasaron a radicarse en lo que hoy es Colonche (de la unión de los dos nace el nombre Colonche)".
Los primeros pobladores fueron habitantes de la cultura Manteño-Huancavilca y esto ha sido ratificado por los innumerables restos arqueológicos encontrados en la zona. En la Empresa de Agua Potable existe una colección de estos artefactos arqueológicos, que uno puede visitar sin costo.
En 1938 fue la fundación de la comuna, sin embargo el asentamiento tiene una antigüedad de 467 años aproximadamente; en los años 1949-1950 hubo una gran sequía y en el año 1956 hubo un gran incendio.

## Sus habitantes
La captura de larvas de camarón a orillas del mar fue por años una de las actividades principales de los pobladores de Olón, que ha reconducido al turismo comunitario su pasado de pueblo pesquero,  cambiaron las redes de pesca por actividades turísticas, la agricultura y la artesanía.  Realizan actividades gastronómicas los cuales preparan platos típicos ecuatorianos a base de carne y mariscos, Encebollado, además de platos de otros lugares como pizza, hamburguesas , pollo y comida china, en el centro de Olón    
; La artesanía: Se desarrolló un centro artesanal productivo de bambú. 
Se produce Guadua angustifolia, se trata de una especie de bambú que se encuentra en el centro del continente y que se caracteriza por ser endémica en países como Ecuador y Colombia materia primera fundamental para construir cercas, casas, muebles. etcétera, sin embargo, decidieron innovar y trabajar con la especie de bambú introducida en Indonesia más fina para la producción de sorbetes, algo que se presenta una alternativa al plástico, entre las características más loables de este producto hecho con este material, que está siendo utilizado en diversos restaurantes y hoteles, se encuentra que es biodegradable y que puede ser reutilizable si se hierven en vinagre.
Existe una corporación llamada Corporación Noble Guadúa, en su sede de Olón. Es una asociación que agrupa a 115 productores de caña, de media docena de comunas de la provincia de Santa Elena, y que trabajan en dar un valor agregado a un producto ligado a la ancestralidad del pueblo cholo pescador. Según Isidro Baque, presidente del Directorio de Noble Guadúa y nativo de Río Blanco, una de las comunas ancestrales involucradas en el proyecto:

«La caña y el cade son desde tiempos inmemoriales los materiales tradicionales para la construcción de viviendas en los pueblos de la península».

Con la tagua, sacan madera para hacer tablas de surf para todo esto cuentan con cuatro aserríos donde pulen el material para la fabricación de las diversas artesanías; la agricultura: debido a que tiene amplias zonas de sembradíos agrícolas entre los cuales esta el de banano, tomate, yuca, pimiento, algodón, maíz, etc, estos productos son de gran importancia para los comuneros tanto para el consumo local como para el desarrollo económico de la zona; la actividad turística en la comuna comenzó hace 20 años con 7 cabañas pero hace 10 años ha ido aumentando notoriamente, sus habitantes han incursionado en hotelería como en hosterías y casas comunitarias, aquí se relacionan más de cerca con su habitante para conocer sus costumbres y formas de vida, También hay unas 280 personas aproximadamente que trabajan en seguridad, limpieza, control de las playas y del pueblo en general, así como en salvavidas de playa.

## Ecosistema
La presencia de la Cordillera Chongón-Colonche, cuyo relieve montañoso ha permitido el desarrollo de bosques secos y bosque de garúa. Las montañas de bosque espeso, el cerro la Mesa, estero Los Monos, cerro el Puntón Grande y cerro el Puntón Chico, son parte de la Cordillera, Reserva Ecológica o bosque Protector territorios comunales, derecho originado desde inicios del siglo anterior y que ha permitido su conservación, existen varias especies de animales como: el mono aullador, guanta, guatuso, armadillo, saíno, ardillas, cusumbos, así mismo una variedad de aves como: pájaro carpintero, pili, gavilanes, loros, etc.
Los ríos de Valdivia, Manglaralto y de Olón son estacionales y cortos, sus caudales tienen dirección Este-Oeste y origen en la Cordillera. La distribución estacional de lluvias es similar para toda el área: (1.800 mm.) entre diciembre y mayo, y seca (500 mm.) durante el resto del año. Los volúmenes de precipitación varían para los diferentes sectores, pues en la época de ausencia de precipitación vertical los sectores norte y centro cuentan con la garúa como una contribución de humedad extra, siendo el aporte de la garúa en los bosques húmedos ubicados a 700 msnm mayor a la de aquellos que están a 400 msnm.